# Aufs

AuFS (Advanced multi layered Unification FileSystem or AnotherUnionFS) est un service du système de fichiers de Linux dérivé de Unionfs, qui permet de fusionner plusieurs points de montage appelés « branches » : c'est un union mount.
Initialement basé sur Unionfs, il a été complètement réécrit puis s'en est éloigné par de nombreuses nouvelles fonctionnalités[Lesquelles ?] , tout en gardant les principes de base. Unionfs 2.x reprend certaines de ces idées.
Aufs est développé par Junjiro Okajima depuis début 2006.